# Bathycopea parallela
Bathycopea parallela är en kräftdjursart som beskrevs av Yakov Avadievich Birstein 1963. Bathycopea parallela ingår i släktet Bathycopea och familjen Ancinidae. Inga underarter finns listade i Catalogue of Life.